# Marie Henriette Dominici
Marie Henriette Dominici (Carmagnole, 10 octobre 1829 - Turin, 21 février 1894) est une religieuse italienne cofondatrice des Sœurs de Sainte-Anne de Turin et reconnue bienheureuse par l'Église catholique.
Elle est commémorée le 21 février selon le Martyrologe romain.

## Biographie
Née à Carmagnole dans une famille d'agriculteurs modestes, elle est âgée de quatre ans lorsque ses parents se séparent, elle n'entendra plus jamais parler de son père. La famille part vivre chez un oncle, Dom Andrea, prêtre à Borgo San Bernardo (un hameau de Carmagnole) aux côtés de son grand-père et d'une tante. Lorsqu'elle manifeste le désir d'embrasser la vie religieuse, son oncle s'y oppose fortement. Elle doit encore attendre cinq ans pour voir son souhait se réaliser.
En 1848, la famille déménage avec son oncle à Carmagnole. Deux ans plus tard, en novembre 1850, il l'autorise à devenir religieuse, non pas cloîtrée comme elle le souhaite mais chez les Sœurs de Sainte-Anne. Elle est reçue au palais Barolo (it) à Turin par la fondatrice, la marquise Juliette Colbert de Barolo, qui, sentant la grandeur de son âme lui suggère de prendre comme nom de religion celui de sa nièce préférée. Elle revêt l'habit religieux le 27 juillet 1851 et prononce ses vœux le 26 juillet 1853 où elle prend le nom de sœur Marie Henriette.
En 1854, la jeune religieuse est envoyée à Castelfidardo où une maison avait été fondée quelques années plus tôt, non loin du sanctuaire de Lorette. Un an après son arrivée éclate dans la ville une épidémie de choléra, les sœurs se portent rapidement volontaires pour traiter les malades. Pendant trois mois, son dévouement est extraordinaire, son exemple fut vif dans la mémoire de la population. Le 17 mai 1857, elle rencontre en audience le pape Pie IX en visite à Lorette ; ce jour sainte Madeleine Sophie Barat assiste à la même audience.
En 1858, elle retourne à Turin où elle est nommée maîtresse des novices puis en juillet 1861, à seulement trente-deux ans, elle est désignée comme supérieure de la congrégation qu'elle gouvernera pendant trente-trois ans jusqu'à sa mort. En février 1871, la congrégation s'ouvrent à l'apostolat missionnaire aux côtés des pères de l'Institut pour les missions étrangères de Milan où six religieuses partent pour l'Inde ; en octobre 1879, elle se rend en personne à Secunderabad (Inde) pour visiter la première maison missionnaire de l'institut. Le 14 juillet 1884, elle est reçue en audience par le pape Léon XIII. Elle conseille Jean Bosco pour les constitutions des Filles de Marie-Auxiliatrice.
Elle souffre bientôt d'un cancer du sein qui est apparu après un fort coup à la poitrine lors d'une tempête sur un bateau entre Messine et Naples. Fin novembre 1893, elle ne peut plus sortir du lit mais continue à diriger l'institut. Elle meurt le 21 février 1894. En 1926, ses restes sont déplacés à la chapelle de la maison-mère à Turin. Le pape Paul VI la béatifie le 7 mai 1978,.